# Nuoto ai Giochi della XXVI Olimpiade - Staffetta 4x100 metri misti femminile
Hanno partecipato alle batterie di qualificazione 24 nazioni: le prime 8 si sono qualificate per la finale.

## Finale A
24 luglio 1996
| Posizione | Atlete                                                                 | Paese       | Tempo   |
| --------- | ---------------------------------------------------------------------- | ----------- | ------- |
|           | Beth Botsford Amanda Beard Angel Martino Amy van Dyken                 | Stati Uniti | 4:02.88 |
|           | Nicole Livingstone Samantha Riley Susie O'Neill Sarah Ryan             | Australia   | 4:05.08 |
|           | Chen Yan Han Xue Cai Huijue Shan Ying                                  | Cina        | 4:07.34 |
| 4         | Marianne Kriel Penelope Heyns Amanda Loots Helene Muller               | Sudafrica   | 4:08.16 |
| 5         | Julie Howard Guylaine Cloutier Sarah Evanetz Shannon Shakespeare       | Canada      | 4:08.29 |
| 6         | Antje Buschschulte Kathrin Dumitru Franziska van Almsick Sandra Völker | Germania    | 4:09.22 |
| 7         | Nina Živanevskaja Elena Makarova Elena Nazemnova Natal'ja Meščerjakova | Russia      | 4:10.56 |
| 8         | Lorenza Vigarani Manuela Dalla Valle Ilaria Tocchini Cecilia Vianini   | Italia      | 4:10.59 |

## Non qualificate
| Posizione | Atleta | Paese         | Tempo   |
| --------- | ------ | ------------- | ------- |
| 9         |        | Giappone      | 4:10.71 |
| 10        |        | Svezia        | 4:10.88 |
| 11        |        | Ungheria      | 4:10.92 |
| 12        |        | Paesi Bassi   | 4:11.64 |
| 13        |        | Regno Unito   | 4:13.75 |
| 14        |        | Finlandia     | 4:14.14 |
| 15        |        | Spagna        | 4:15.63 |
| 16        |        | Francia       | 4:15.69 |
| 17        |        | Romania       | 4:16.18 |
| 18        |        | Corea del Sud | 4:18.98 |
| 19        |        | Nuova Zelanda | 4:19.83 |
| 20        |        | Rep. Ceca     | 4:21.05 |
| 21        |        | Portogallo    | 4:21.61 |
| 22        |        | Grecia        | 4:24.80 |
| 23        |        | Argentina     | 4:27.99 |
| 24        |        | Taipei cinese | 4:38.90 |